# First Love (album de Karina Pasian)
Pour les articles homonymes, voir First Love.
Albums de Karina Pasian
Inconnu
(2011)
Singles
1. 16 @ War
Sortie : April 29, 2008
2. Can't Find The Words
Sortie : June 16, 2008
3. First Love
Sortie : August 5, 2008 (iTunes promo single)
4. Winner
Sortie : August 12, 2008 (iTunes promo single)

First Love est le 1er album studio de Karina Pasian sorti aux États-Unis en juin 2008.
l'album s’est placé à la 57e place du Billboard 200. Sont inclus dans l'album les singles 16 @ War et Can't Find The Words.
Pour ce premier album, Karina Pasian a enregistré plus de 70 chansons, dont une collaboration avec John Legend intitulé Promise qui n'apparaît dans l'album.
First Love s'est vendu à 9 000 exemplaires en une semaine. Le 3 décembre 2008, l'album a été nommé pour un Grammy Award pour le « Meilleur album R&B contemporain ». À la fin de décembre 2008 l'album a atteint un total de 28 408 exemplaires écoulés.

## Liste des titres
| No  | Titre                     | Auteur                                                                      | Durée      |
| --- | ------------------------- | --------------------------------------------------------------------------- | ---------- |
| 1.  | 90's Baby                 | Warren Felder et Chasity Nwagbara                                           | 3 min 20 s |
| 2.  | Baby, Baby Ft. Lil Mama   | Terius Nash, Christopher Stewart et Lil Mama                                | 3 min 49 s |
| 3.  | Can't Find the Words      | Carlos McKinney, Jarrett Washington II, Natalie Walker et Farrah Fleurimond | 3 min 56 s |
| 4.  | 16 @ War                  | Terius Nash et Christopher Stewart                                          | 3 min 23 s |
| 5.  | Winner                    | Carlos McKinney et Rico Love                                                | 4 min 10 s |
| 6.  | Can You Handle It         | Reginald Perry et Shaffer Smith                                             | 4 min      |
| 7.  | The Love We Got           | Terius Nash, Christopher Stewart et Thaddis Harrell                         | 3 min 34 s |
| 8.  | They Ain't Gotta Love You | Rodney Richard, John Williams et Kandice Burruss                            | 3 min 41 s |
| 9.  | Slow Motion               | Barry Eastmond et Gordon Chambers                                           | 3 min 54 s |
| 10. | Can't Bring Me Down       | Troy Taylor et Gordon Chambers                                              | 3 min 14 s |
| 11. | First Love                | Marshall Leathers, Shawn Campbell et Gordon Chambers                        | 3 min 46 s |